# Calodendrum eickii
Calodendrum eickii, és una rara espècie d'arbre que pertany a la família de les rutàcies. És originari de Tanzània i està estretament relacionat amb l'espècie conreada Calodendrum capense.

## Distribució i hàbitat
L'arbre és un endemisme dels boscos de juniperus a la serralada Usambara occidental on és sota l'amenaça de l'expansió comercial de les plantacions de pi i el desenvolupament de l'agricultura.

## Taxonomia
Calodendrum eickii va ser descrita per Adolf Engler i publicada a Botanische Jahrbücher Für Systematik, Pflanzengeschichte Und Pflanzengeographie 32: 119, l'any 1903.